# Мар'ятин
Мар'я́тин — село в Україні, у Коростенському районі Житомирської області. Населення становить 72 осіб. Входить до складу Малинської міської громади.

## Географія
Селом протікає річка Злінь, права притока Чортовця.

## Історія
У 1926—54 роках — адміністративний центр Мар'ятинської сільської ради Базарського району.

## Населення

### Мова
Розподіл населення за рідною мовою за даними перепису 2001 року:
| Мова       | Кількість | Відсоток |
| ---------- | --------- | -------- |
| українська | 70        | 97.22%   |
| російська  | 2         | 2.78%    |
| Усього     | 72        | 100%     |